# Aylmer (Ontario)
Aylmer to miejscowość (ang. town) w Kanadzie, w prowincji Ontario, w hrabstwie Elgin.
Powierzchnia Aylmer to 6,05 km².
Według danych spisu powszechnego z roku 2001 Aylmer liczy 7126 mieszkańców (1177,85 os./km²).